# Wilsecker
Wilsecker là một đô thị ở huyện Bitburg-Prüm, trong bang Rheinland-Pfalz, phía tây nước Đức. Đô thị Wilsecker có diện tích 4,53 km², dân số thời điểm ngày 31 tháng 12 năm 2006 là 189 người.

## Dân số
Thống kê dân số Wilsecker	
| - 1815 – 196 - 1835 – 237 - 1871 – 258 - 1905 – 221 - 1939 – 230 - 1950 – 205 | - 1961 – 193 - 1965 – 205 - 1970 – 220 - 1975 – 192 - 1980 – 180 - 1985 – 174 | - 1987 – 184 - 1990 – 178 - 1995 – 184 - 2000 – 200 - 2005 – 194 |

 Nguồn: Cục thống kê bang Rheinland-Pfalz